# Vịnh Tokyo

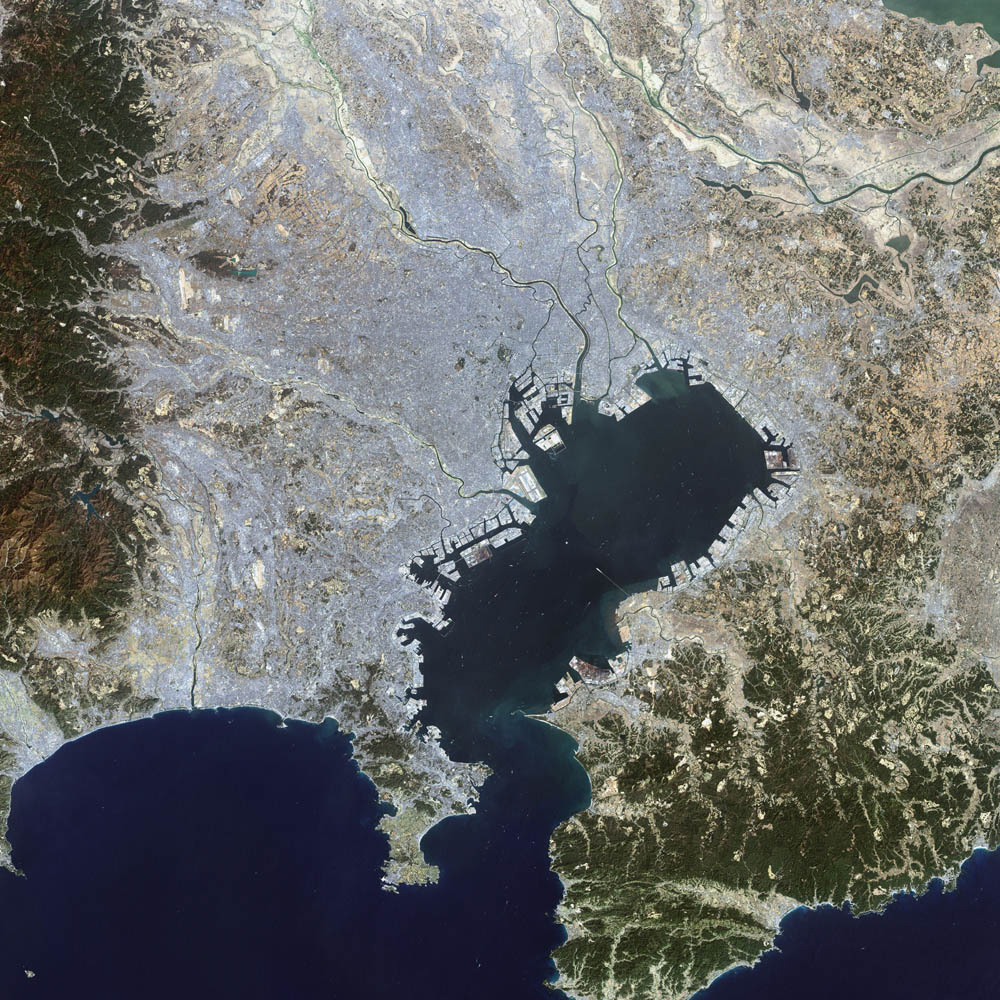
Vịnh Tokyo nhìn từ không gian

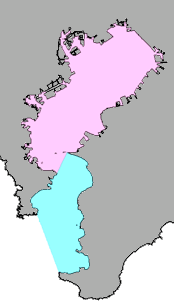
Vịnh Tokyo, (màu hồng) và eo biển Uraga (màu xanh)

Vịnh Tokyo (東京湾 (Đông Kinh loan) Tōkyō-wan) là một vịnh nước ở phía nam vùng Kantō của Nhật Bản. Tên cũ của vịnh là vịnh Edo (江戸湾 (Giang Hộ loan) Edo-wan).

## Địa lý
Vịnh Tokyo thông ra biển ở phía nam bằng eo biển Uraga. Phía đông là bán đảo Bōsō (tỉnh Chiba) còn phía tây là bán đảo Miura (tỉnh Kanagawa). Có nơi định nghĩa chính xác hơn, cho rằng vịnh Tokyo là vịnh nước nằm phía bắc con đường thẳng giữa Mũi Kannon (観音崎 (Quan Âm kì) Kannon-zaki) bên Miura và Mũi Futsu (富津岬 (Phú Tân giáp) Futsu-misaki) bên Boso. Diện tích của vịnh Tokyo là 922 km².
Xét rộng hơn thì vịnh Tokyo bao gồm cả Eo biển Uraga, tăng diện tích lên thành 1320 km². Khu vực quanh vịnh Tokyo có đến 249 km² đất đai cấu tạo bằng cách nạo vét ven vịnh và bồi đắp thêm.

### Hải đảo
Hòn đảo tự nhiên duy nhất trên vịnh là Đảo Khỉ (猿島 (Viên đảo) Saru-shima), Yokosuka, Kanagawa. Ngoài ra có nhiều đảo nhỏ do con người đắp thêm dùng làm căn cứ hải quân vào thời kỳ Minh Trị và thời kỳ Đại Chính.
- Yumenoshima
- Odaiba
- Sarushima (đảo tự nhiên duy nhất)
- Đảo Heiwa ja:平和島
- Katsushima ja:勝島
- Đảo Showa Island ja:昭和島
- Đảo Keihin ja:京浜島
- Hakkeijima
- Higashi Ogijima ja:東扇島
- Sân bay quốc tế Tokyo

## Phát triển
Các cảng của Tokyo, Chiba, Kawasaki, Yokohama, và Yokosuka đều nằm trên vịnh Tokyo. Cảng Yokosuka có một căn cứ hải quân của Hoa Kỳ và Lực lượng Bảo vệ bờ biển Nhật Bản.
Ở bờ biển phía tây của vịnh Tokyo, giữa Tokyo và Yokohama, Vùng công nghiệp Keihin đã được phát triển từ thời kỳ Minh Trị. Nơi này được mở rộng thành Khu công nghiệp Keiyo dọc theo các bờ biển bắc và đông sau Thế chiến II.
Tuyến đường vượt biển Vịnh Tokyo nối giữa Kawasaki và Kisarazu; Phà Tokyo-Wan cũng nối qua eo biển Uraga giữa Kurihama (tại Yokosuka) và Kanaya (tại Futtsu bên phía Chiba).

## Lịch sử

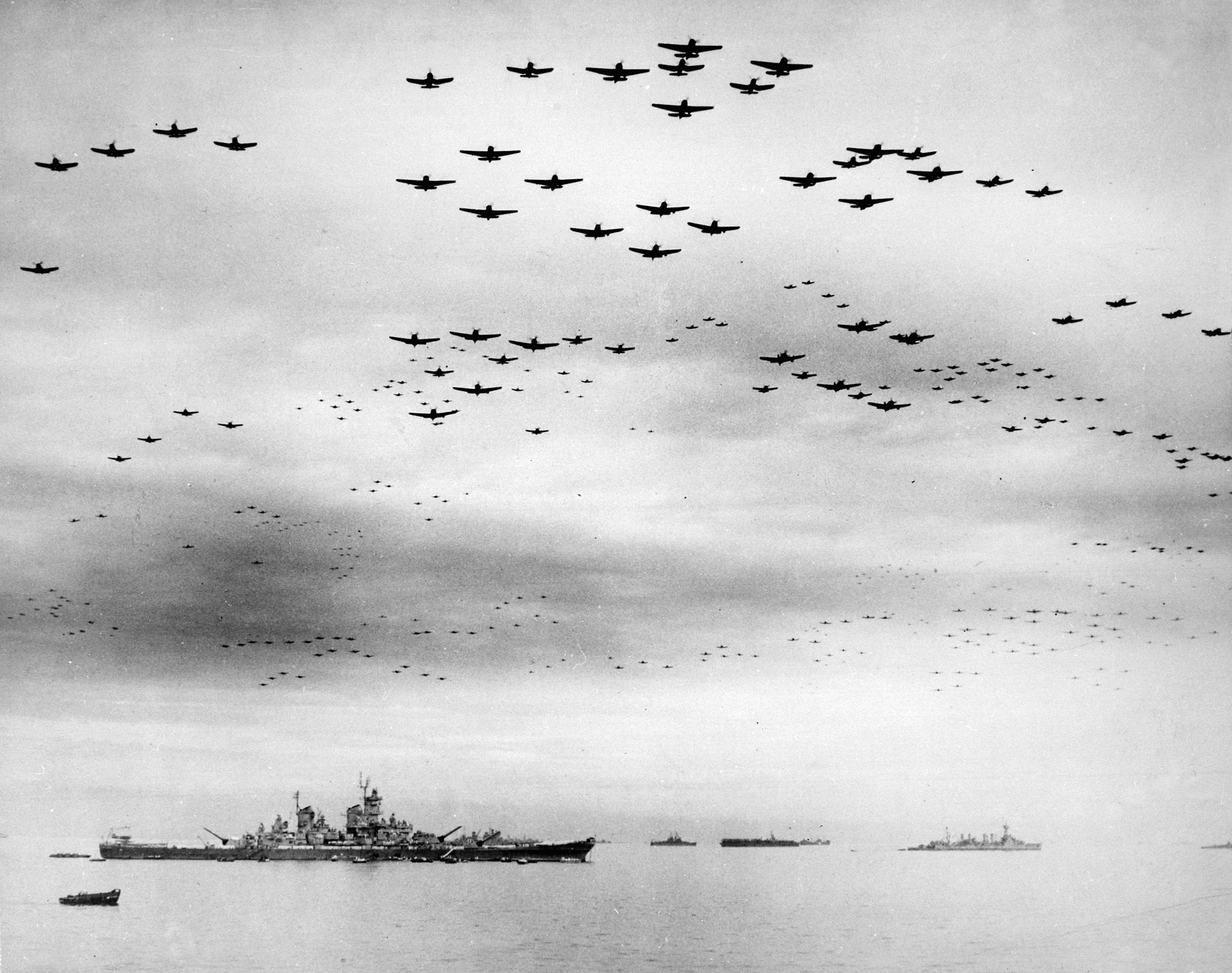
Phi cơ Hoa Kỳ trên USS Missouri và vịnh Tokyo, 2 tháng 9 năm 1945

Vịnh Tokyo là nơi gặp gỡ của Phó Đề đốc Hải quân Hoa Kỳ là Matthew C. Perry trong cuộc thương thảo với Mạc phủ Tokugawa vào thập niên 1850, cũng như các cuộc giao thiệp Âu-Nhật trước cải cách Minh Trị.
Văn kiện Nhật Bản đầu hàng chấm dứt Thế chiến II được ký trên USS Missouri bỏ neo ngoài vịnh vào ngày 2 tháng 9 năm 1945.

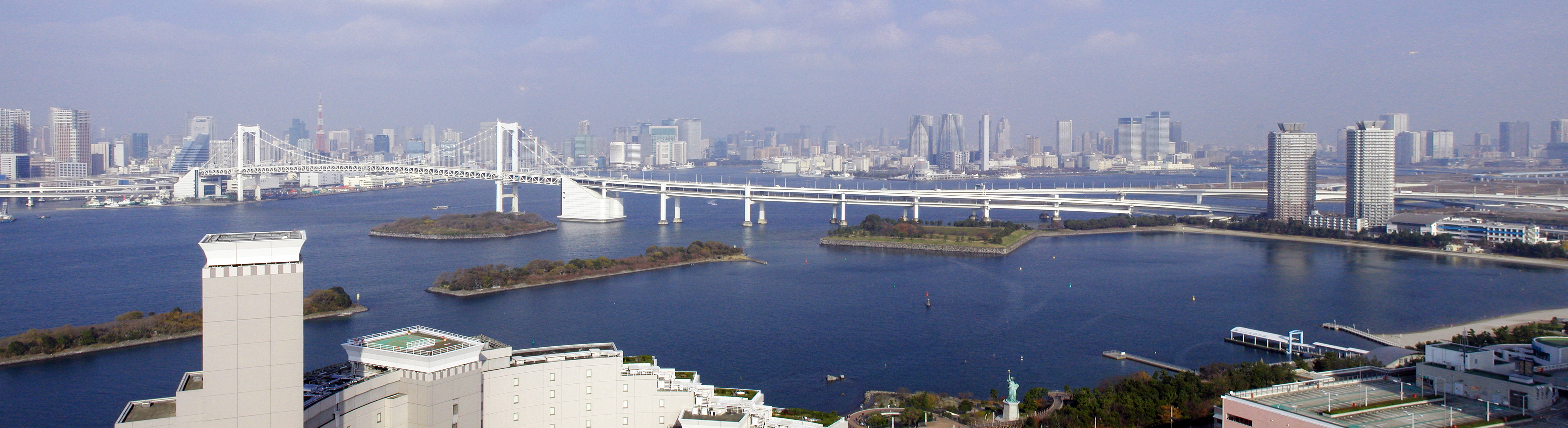
Toàn cảnh phần phía bắc của vịnh Tokyo đối diện với Tokyo từ đảo Odaiba